# Темирбаев, Сейтхан Нурмухамбетович
Сейтхан Нурмухамбетович Темирбаев (1922—1983) — майор Советской армии, участник Великой Отечественной войны, Герой Советского Союза (1945).

## Биография
Родился 5 июня 1922 года в ауле Кызылжар (ныне — район Беимбета Майлина Костанайской области Казахстана). После окончания семи классов школы работал бухгалтером. В 1941 году был призван на службу в Рабоче-крестьянскую Красную армию. С мая 1942 года — на фронтах Великой Отечественной войны. В 1943 году окончил курсы младших лейтенантов.
К апрелю 1945 года капитан Сейтхан Темирбаев командовал ротой 990-го стрелкового полка (230-й стрелковой дивизии, 9-го стрелкового корпуса, 5-й ударной армии, 1-го Белорусского фронта). Отличился во время Берлинской операции. В ходе уличных боёв в Берлине рота Темирбаева прорвалась к Ландвер-каналу. 25 апреля 1945 года она успешно захватила не полностью взорванный железнодорожный мост через канал и продвинулась вперёд, зачистив 11 городских кварталов и приняв активное участие в штурме Рейхсканцелярии.
Указом Президиума Верховного Совета СССР от 31 мая 1945 года за «образцовое выполнение боевых заданий командования на фронте борьбы с немецкими захватчиками и проявленные при этом мужество и героизм» капитан Сейтхан Темирбаев был удостоен высокого звания Героя Советского Союза с вручением ордена Ленина и медали «Золотая Звезда» за номером 6820.
В 1947 году в звании майора был уволен в запас. Проживал и работал в Кустанае. Умер 15 июня 1983 года, похоронен в посёлке Затобольск Костанайской области Казахстана.

## Награды
Почётный гражданин Костаная. Был также награждён орденами Красного Знамени, Отечественной войны 1-й степени и Красной Звезды, рядом медалей.